# ECHELON

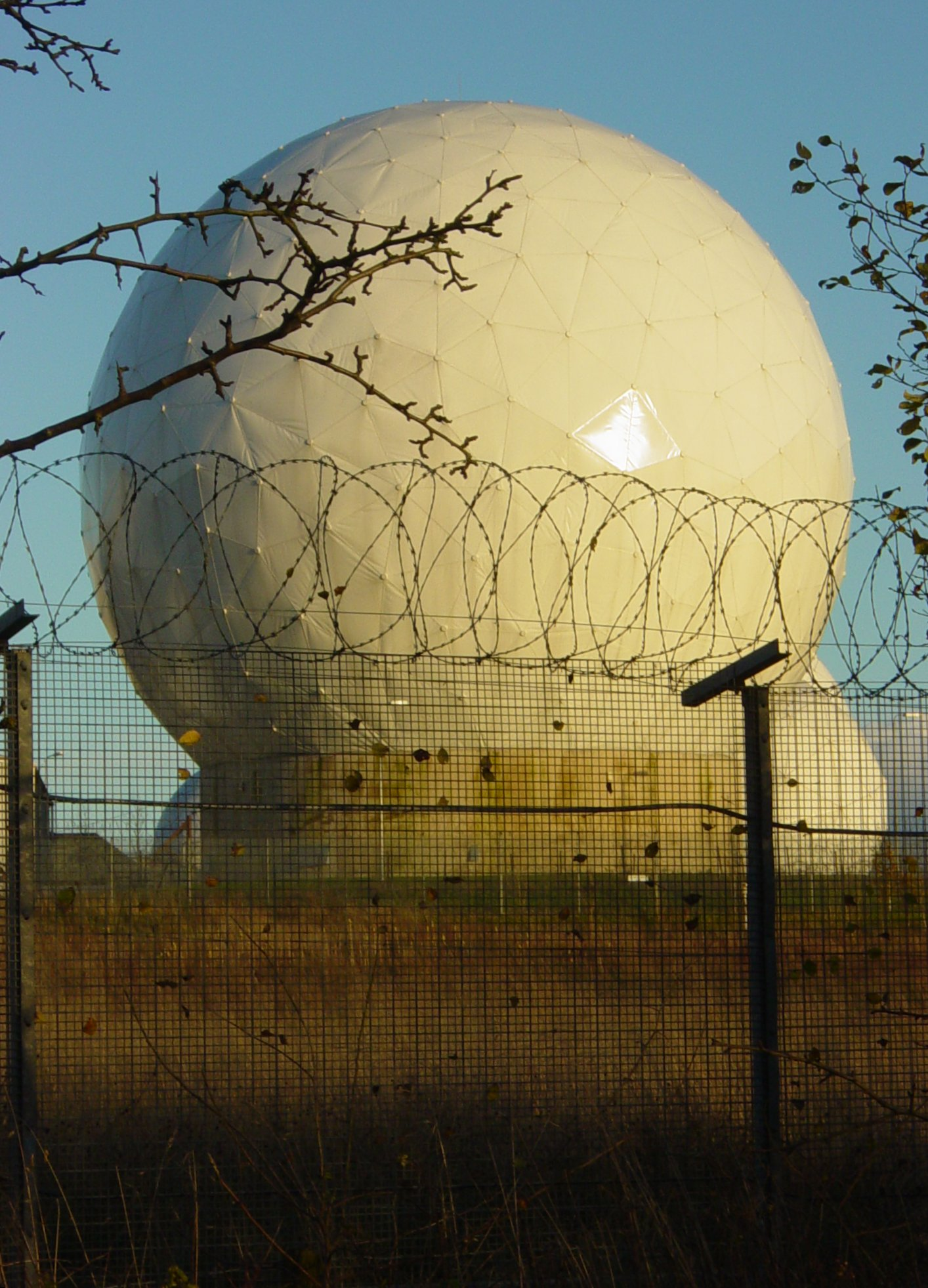
O cupolă aparținând RAF, presupusă a fi parte din ECHELON.

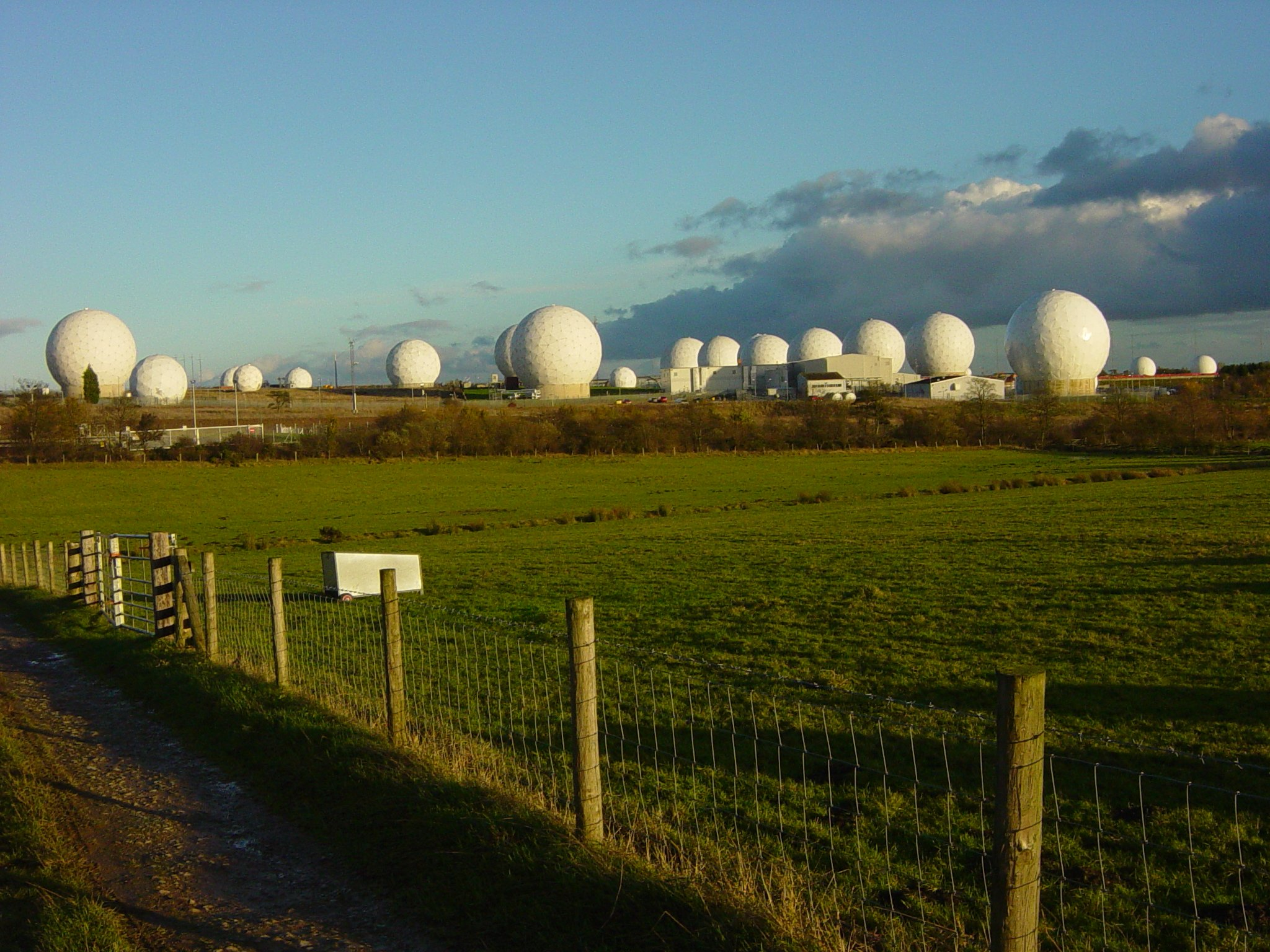
Baza RAF Menwith Hill

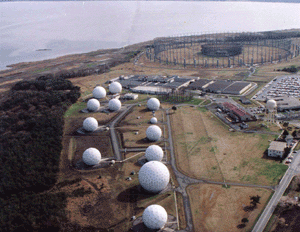
Misawa Air Base Security Operations Center (MSOC)

ECHELON este numele folosit în presă pentru o rețea de spionaj folosită de Statele Unite, Regatul Unit, Canada, Australia și Noua Zeelandă.